# Balow
Balow is een gemeente in de Duitse deelstaat Mecklenburg-Voor-Pommeren, en maakt deel uit van de Landkreis Ludwigslust-Parchim.
Balow telt 320 inwoners.

## Geschiedenis
In 1341 werd het oorspronkelijke ringdorp genoemd in een brief oorkonde over de aankoop van graan. In 1736 werd de dorpskerk door brand verwoest en in 1774 herbouwd. Zelfs na de Tweede Wereldoorlog werd de stad nog gedomineerd door de landbouw. De collectivisatie in de jaren 1950 leidde tot de vorming van grote bedrijven met een totale oppervlakte van 1006 hectare.

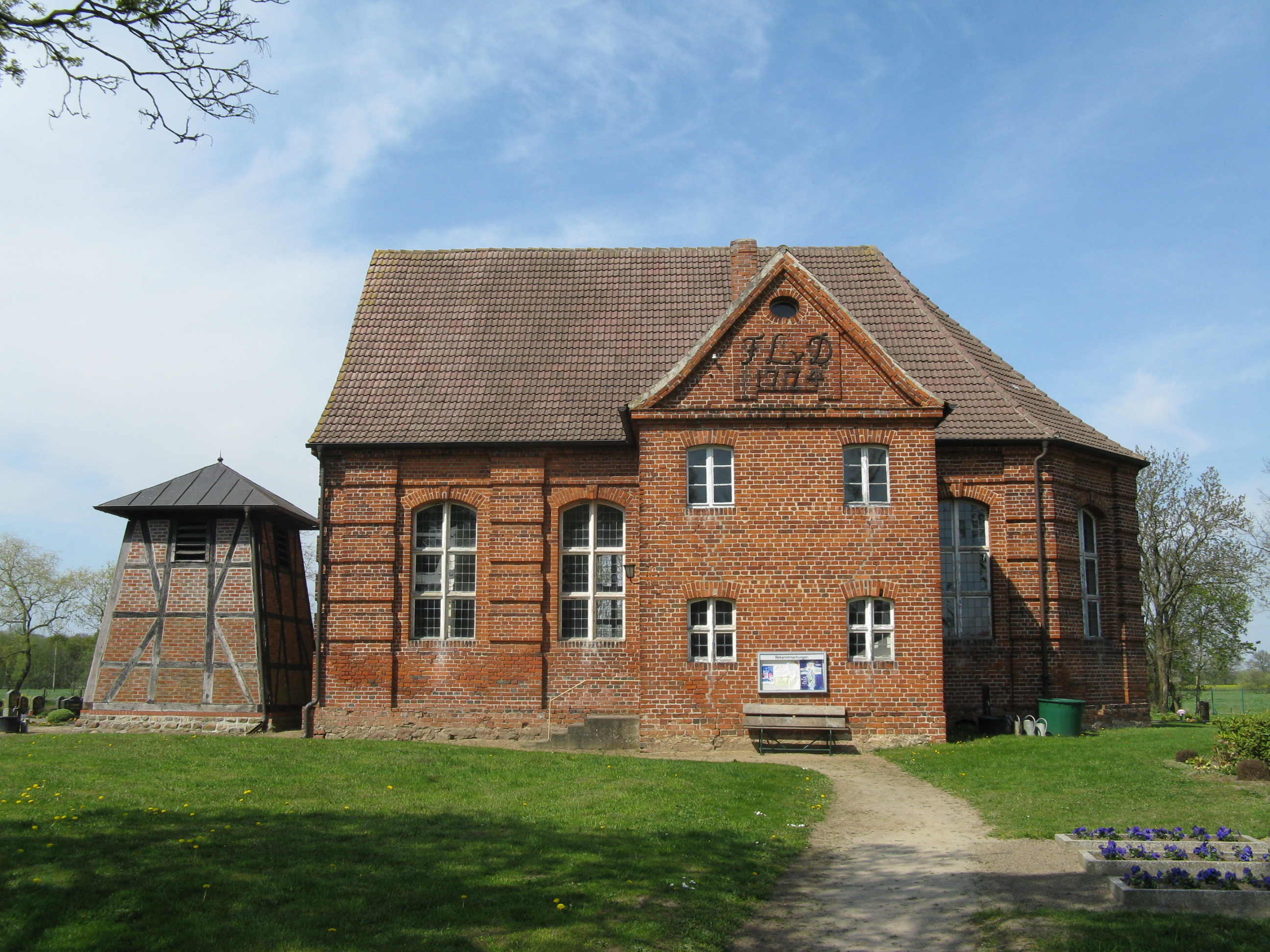
Kerk van Balow